# Dalù
(Dalù, da Tempi: «Il massacro di Piazza Tienanmen si sta ripetendo a Hong Kong»)
Dalù (大陸T, 大陆S, DàlùP; Shanghai, 1963) è un giornalista, conduttore radiofonico e attivista cinese attualmente rifugiato in Italia.
Celebre speaker della Radio di Shanghai, domenica 4 giugno 1995, commemorò in diretta la ricorrenza dell'anniversario del massacro di Piazza Tienanmen, avvenuto sei anni prima. Convertitosi nel 2010 al cattolicesimo, è considerato uno dei più famosi dissidenti cinesi in vita.

## Biografia

### Infanzia e formazione
Nato a Shanghai nel 1963, pochi anni prima che avesse inizio la Rivoluzione culturale, Dalù si è mostrato insofferente alla dittatura sin da bambino; era alla scuola elementare quando l'immagine sgualcita di Mao si staccò dal libretto rosso e la paginetta consumata cadde per terra davanti a tutti. Fu richiamato e punito duramente. L'impatto del regime fu tragico nell'infanzia di Dalù perché suo padre, anch'egli perseguitato, veniva frequentemente pestato pubblicamente davanti ai figli. Laureatosi al Beijing Broadcasting Institute (ora Communication University of China) a Pechino nel 1984; Dalù cominciò a lavorare per l'Ufficio della Radio e Televisione di Shanghai già a partire dal 1985.

### Le proteste del 1989
Dalù aveva 26 anni nel 1989 e come tutti i suoi colleghi giornalisti partecipò a Shanghai a una manifestazione in favore degli studenti e dei lavoratori assiepati a Piazza Tienanmen per chiedere democrazia e la fine della corruzione in Cina. Non era a Pechino quando i carri armati stritolarono i giovani sotto i cingolati, ma il suo caporedattore gli mostrò le foto pubblicate sui giornali stranieri. Nonostante questo, né lui né i suoi colleghi scrissero una riga su quegli studenti, che ufficialmente non erano mai morti. Anzi, Dalù fu costretto a firmare un documento nel quale si pentiva di aver partecipato a una manifestazione a sostegno degli studenti e negava che «ci fosse mai stato un massacro a Piazza Tienanmen». Il giornalista aveva inoltre visto le foto che una collega, poi licenziata per questo, aveva mostrato sostenendo che il cadavere nelle immagini fosse quello di un suo amico.

### La sfida alla censura
Nel maggio 1995, Dalù aveva uno spazio importante la domenica mattina nella Radio di Shanghai e dedicò la trasmissione alla cantante taiwanese Teresa Teng, scomparsa pochi giorni prima, nonostante le sue canzoni fossero proibite dalla rigida censura cinese. Il conduttore radiofonico venne formalmente ammonito per questo.
Il 4 giugno dello stesso anno, Dalù confezionò interamente il suo programma per commemorare i caduti di Piazza Tienanmen e, al termine del suo show, disse: «Voglio rammentare agli ascoltatori che oggi è un giorno speciale da ricordare. Il nome della prossima canzone è: Anniversario».
Ancora adesso, sui blog cinesi – anonimi per necessità - si ricorda il suo gesto come uno dei più significativi del '900 in Cina.
Nell'immaginario collettivo, l'icona simbolo di Tienanmen rimane l'uomo che ferma l'avanzata del carro armato, in quella che resta una delle foto-simbolo che – secondo il settimanale Time - hanno influenzato di più il XX secolo ma anche la storia di Dalù, e la "morte sociale" alla quale è stato condannato in Cina, rappresentano un esempio da ricordare, quando si avvicina il 4 giugno.
I colleghi lo accusarono di essere una spia al soldo degli americani ed il dipartimento di propaganda di Shanghai denunciò «l'incidente politico».
La voce di Dalù fece scalpore e superò il confine cinese: la stampa internazionale trattò il caso ed il programma radiofonico venne immediatamente sospeso e cancellato dal palinsesto. Il giornalista venne licenziato in tronco dopo essere stato costretto a scusarsi. Gli dissero che avrebbe dovuto anche ringraziare il Partito per avergli risparmiato la vita. Il reporter fu condannato all'oblio in patria, con la segnalazione nel suo fascicolo personale che lo rese uno scarto della società. Per lui non fu più disponibile alcun impiego ed ogni sua attività venne monitorata dal regime.

### Conversione al cattolicesimo
Dalù si avvicina alla Chiesa cattolica cominciando a cantare in un coro nella chiesa di Shanghai. Battezzato nel 2010 diventa Capo del dipartimento di comunicazione della Chiesa cattolica nella diocesi di Shanghai nonché responsabile editoriale delle pubblicazioni nella piattaforma WeChat. Le posizioni di Dalù erano molto vicine a quelle di Ma Daqin vescovo ausiliare di Shanghai, sottoposto agli arresti domiciliari, sin dalla consacrazione episcopale avvenuta il 7 luglio 2012. Dalù ha quindi subito continue pressioni dai funzionari comunisti per abiurare la sua fede. Quando le minacce si sono fatte insostenibili, preoccupato anche dalla repressione portata avanti dal governo cinese nei confronti dei manifestanti di Hong Kong, decide di scappare in Italia.

### La fuga in Italia
Nel settembre 2019 giunge a Roma, dove si ritira in preghiera per alcuni giorni. Dalù si nasconde poi nelle Marche, perché affascinato dalla figura del missionario gesuita marchigiano Matteo Ricci che, quattro secoli prima, ebbe un ruolo di primaria importanza nella diffusione del Vangelo in Cina.  Venne notato in una chiesa, nella frazione di un paesino di montagna delle Marche, dove si mimetizzava tra le poche anziane presenti alla funzione. Il suo vero desiderio era di chiedere protezione internazionale e poter risiedere in un luogo ideale dove recuperarsi.

### Il riconoscimento dello status di rifugiato
Nel 2020 il noto conduttore radiofonico ha ottenuto lo status di rifugiato in Italia, ai sensi della Convenzione di Ginevra, grazie al lavoro di ricostruzione probatoria svolto dal suo avvocato Luca Antonietti. Il legale del foro di Madrid, formatosi presso l'Università degli Studi Internazionali di Shanghai, aveva incontrato fortuitamente Dalù solo pochi giorni dopo l'arrivo del giornalista in Italia.

## Utilizzo dello pseudonimo Dalù
Il giornalista utilizza lo pseudonimo Dalù che usava quando era un popolare speaker della Radio di Shanghai. Dalù (in cinese semplificato, 大陆, in cinese tradizionale, 大陸, pronuncia Dalù) significa "Cina continentale".

## Media
Il caso è stato portato alla luce da un articolo a firma Monica Ricci Sargentini pubblicato dal Corriere della Sera il primo giugno 2020.
Il percorso di conversione al cattolicesimo di Dalù è stato oggetto di approfondimento della Catholic News Agency (CNA), agenzia di stampa cattolica che fornisce servizi di informazione religiosa cristiana, a tutto il mondo di lingua inglese. L'esperienza religiosa del dissidente cinese è stata ripresa da ACI Prensa (Catholic Information Agency ACI-Prensa) l'agenzia stampa "sorella" di CNA, che fornisce servizi di informazione in lingua spagnola e pure da ACI Stampa, agenzia in lingua italiana del Gruppo ACI- EWTN.
Il TG2 del 2 luglio 2020 dedica il servizio di Enzo Romeo alla storia di Dalù collegandola all'entrata in vigore della legge sulla sicurezza nazionale ad Hong Kong. 
L'Eternal Word Television Network, più comunemente conosciuta con le sue iniziali EWTN, network statunitense che presenta in tutto il mondo una programmazione a tema cattolico, ha dedicato alla vicenda di Dalù la puntata del 5 luglio 2020 del programma "Vaticano" dal titolo "World Day of Migrants and Pope Benedict’s Trip to Regensburg".
La voce di Dalù è tornata ad essere trasmessa in una radio il 7 luglio 2020. Trascorsi esattamente 25 anni e 33 giorni da quel 4 giugno 1995 e nell’ottavo anniversario della presa in custodia da parte delle autorità cinesi di mons. Ma Daqin, vescovo ausiliare di Shanghai, Dalù ritorna a parlare in una radio grazie all’intervista di Laura Prinetti per la rubrica “Prendi un libro – Orientamento bibliografico” dell’emittente radiofonica cattolica italiana Radio Mater.
La sua esperienza di dissidente è stata raccontata in un'intervista pubblicata il 17 novembre 2020, dal titolo Exiled Chinese Catholic Journalist: Chinese Believers Need Help!, sul "National Catholic Register", il più antico periodico cattolico nazionale degli Stati Uniti.